# Élections régionales de 1990 dans le Latium
Les élections régionales de 1990 dans le Latium (en italien : Elezioni regionali nel Lazio del 1990) se tiennent les 6 et 7 mai 1990 afin d'élire les 60 membres de la Ve législature du conseil régional du Latium.

## Contexte
Lors des dernières élections, la DC se maintient comme première force politique de la région. Le socialiste Sebastiano Montali est porté à la tête de la région, avec une coalition, dite pentapartito (DC-PSI-PSDI-PRI-PLI). Ce gouvernement démissionne en 1987. Montali est remplacé par Bruno Landi (PSI) qui revient au pouvoir après avoir été président en 1983 et 1984. Lundi conserve la même coalition. Ce cabinet gouverne jusqu'à la fin de la législature.

## Mode de scrutin
Le conseil régional  (en italien : Consiglio Regionale del Lazio) est constitué de 60 conseillers élus pour cinq ans au scrutin proportionnel avec vote préférentiel et sans seuil électoral dans 5 circonscriptions plurinominales qui correspondent aux provinces.
Chaque électeur peut exprimer jusqu'à trois votes de préférence sur la liste à laquelle il accorde son suffrage. Les mandats sont ensuite répartis à la proportionnelle d'Hagenbach-Bischoff. Les sièges sont ensuite pourvus par les candidats comptant le plus grand nombre de voix préférentielles.
Les mandats qui n'ont pas été attribués à l'issue du premier décompte et les voix qui n'ont pas été utilisées sont rassemblés au niveau régional et distribués à la proportionnelle de Hare. Ils sont attribués, pour chaque parti, dans les provinces en fonction du ratio entre les votes restants et le total des suffrages exprimés.

### Répartition des sièges
| Provinces | Sièges | +/-           |  |
| Frosinone | 7      | 1             |  |
| Latina    | 6      | 1             |  |
| Rieti     | 2      | en stagnation |  |
| Rome      | 42     | 3             |  |
| Viterbe   | 3      | 1             |  |
| Total     | 60     | en stagnation |  |

## Principales forces politiques
| Parti | Parti                                                                                   | Idéologie                                                  |
| ----- | --------------------------------------------------------------------------------------- | ---------------------------------------------------------- |
|       | Démocratie chrétienne Democrazia Cristiana                                              | Centre Démocratie chrétienne, antifascisme, anticommunisme |
|       | Parti communiste italien Partito Comunista Italiano                                     | Gauche Communisme, eurocommunisme, marxisme-léninisme      |
|       | Parti socialiste italien Partito Socialista Italiano                                    | Gauche Socialisme, réformisme, marxisme                    |
|       | Parti social-démocrate italien Partito Socialista Democratico Italiano                  | Centre gauche Social-démocratie, socialisme                |
|       | Parti libéral italien Partito Liberale Italiano                                         | Centre droit Libéralisme, libérisme                        |
|       | Mouvement social italien – Droite nationale Movimento Sociale Italiano–Destra Nazionale | Extrême droite Néofascisme, nationalisme, anticommunisme   |
|       | Parti républicain italien Partito Repubblicano Italiano                                 | Centre Républicanisme, mazzinisme                          |

## Résultats

### Voix et sièges
|                        |                                                      |           |       |      |        |               |  |  |  |  |  |  |  |  |
| Parti                  | Parti                                                | Voix      | %     | +/-  | Sièges | +/-           |  |  |  |  |  |  |  |  |
|                        | Démocratie chrétienne (DC)                           | 1 123 076 | 34,45 | 0,89 | 22     | 1             |  |  |  |  |  |  |  |  |
|                        | Parti communiste italien (PCI)                       | 776 485   | 23,82 | 6,07 | 15     | 3             |  |  |  |  |  |  |  |  |
|                        | Parti socialiste italien (PSI)                       | 464 958   | 14,26 | 2,54 | 9      | 2             |  |  |  |  |  |  |  |  |
|                        | Mouvement social italien – Droite nationale (MSI-DN) | 213 174   | 6,54  | 3,15 | 4      | 2             |  |  |  |  |  |  |  |  |
|                        | Parti républicain italien (PRI)                      | 155 179   | 4,76  | 0,81 | 3      | 1             |  |  |  |  |  |  |  |  |
|                        | Liste verte (LV)                                     | 125 460   | 3,85  | 1,53 | 2      | 1             |  |  |  |  |  |  |  |  |
|                        | Parti social-démocrate italien (PSDI)                | 90 300    | 2,77  | 1,06 | 2      | en stagnation |  |  |  |  |  |  |  |  |
|                        | Les Verts Arc-en-ciel (VA)                           | 78 683    | 2,41  | Nv.  | 1      | 1             |  |  |  |  |  |  |  |  |
|                        | Anti-prohibitionnistes des drogues (AsD)             | 58 756    | 1,80  | Nv.  | 1      | 1             |  |  |  |  |  |  |  |  |
|                        | Parti libéral italien (PLI)                          | 58 720    | 1,80  | 0,19 | 1      | en stagnation |  |  |  |  |  |  |  |  |
|                        | Démocratie prolétarienne (DP)                        | 30 165    | 0,93  | 0,35 | 0      | 1             |  |  |  |  |  |  |  |  |
|                        | Liste des retraités                                  | 26 966    | 0,83  | Nv.  | 0      | en stagnation |  |  |  |  |  |  |  |  |
|                        | Chasse, Pêche, Environnement (CPA)                   | 19 735    | 0,61  | Nv.  | 0      | en stagnation |  |  |  |  |  |  |  |  |
|                        | Alliance des retraités                               | 19 311    | 0,59  | Nv.  | 0      | en stagnation |  |  |  |  |  |  |  |  |
|                        | Autres                                               | 19 440    | 0,60  | -    | 0      | 1             |  |  |  |  |  |  |  |  |
|                        |                                                      |           |       |      |        |               |  |  |  |  |  |  |  |  |
| Suffrages exprimés     | Suffrages exprimés                                   | 3 260 408 | 92,63 |      |        |               |  |  |  |  |  |  |  |  |
| Votes blancs           | Votes blancs                                         | 100 120   | 2,84  |      |        |               |  |  |  |  |  |  |  |  |
| Votes nuls             | Votes nuls                                           | 159 089   | 4,52  |      |        |               |  |  |  |  |  |  |  |  |
| Total                  | Total                                                | 3 519 617 | 100   | -    | 60     | en stagnation |  |  |  |  |  |  |  |  |
| Abstention             | Abstention                                           | 708 674   | 16,76 |      |        |               |  |  |  |  |  |  |  |  |
| Inscrits/Participation | Inscrits/Participation                               | 4 228 291 | 83,24 |      |        |               |  |  |  |  |  |  |  |  |

## Conséquences
Le chrétien-démocrate Rodolfo Gigli succède à Bruno Landi, qui emmène une nouvelle coalition pentapartito. Gigli démissionne en 1992, pour être remplacé par Giorgio Pasetto (DC). En 1994, Pasetto démissionne. Le socialiste Carlo Proietti parvient à former une majorité large avec son parti, le PPI (l'ancien DC), le PSDI, la LV, les VA, le PR (le parti derrière les AsD) et l'AD, un nouveau parti formé en 1993. Ce cabinet tient moins d'un an, avant d'être remplacé par l'écologiste Arturo Osio, au début de 1995, qui, lui aussi, forme une large majorité, avec le PPI, le PDS (l'ancien PCI), les SI (l'ancien PSI),le PR, l'AD, d'anciens PSI et le PRI.